# وایت‌وود (ویرجینیا)
وایت‌وود (به انگلیسی: Whitewood) یک منطقهٔ مسکونی در ایالات متحده آمریکا است که در شهرستان بیوکانان، ویرجینیا واقع شده‌است. وایت‌وود ۴۸۵ نفر جمعیت دارد.